# 新幹線952形・953形電車

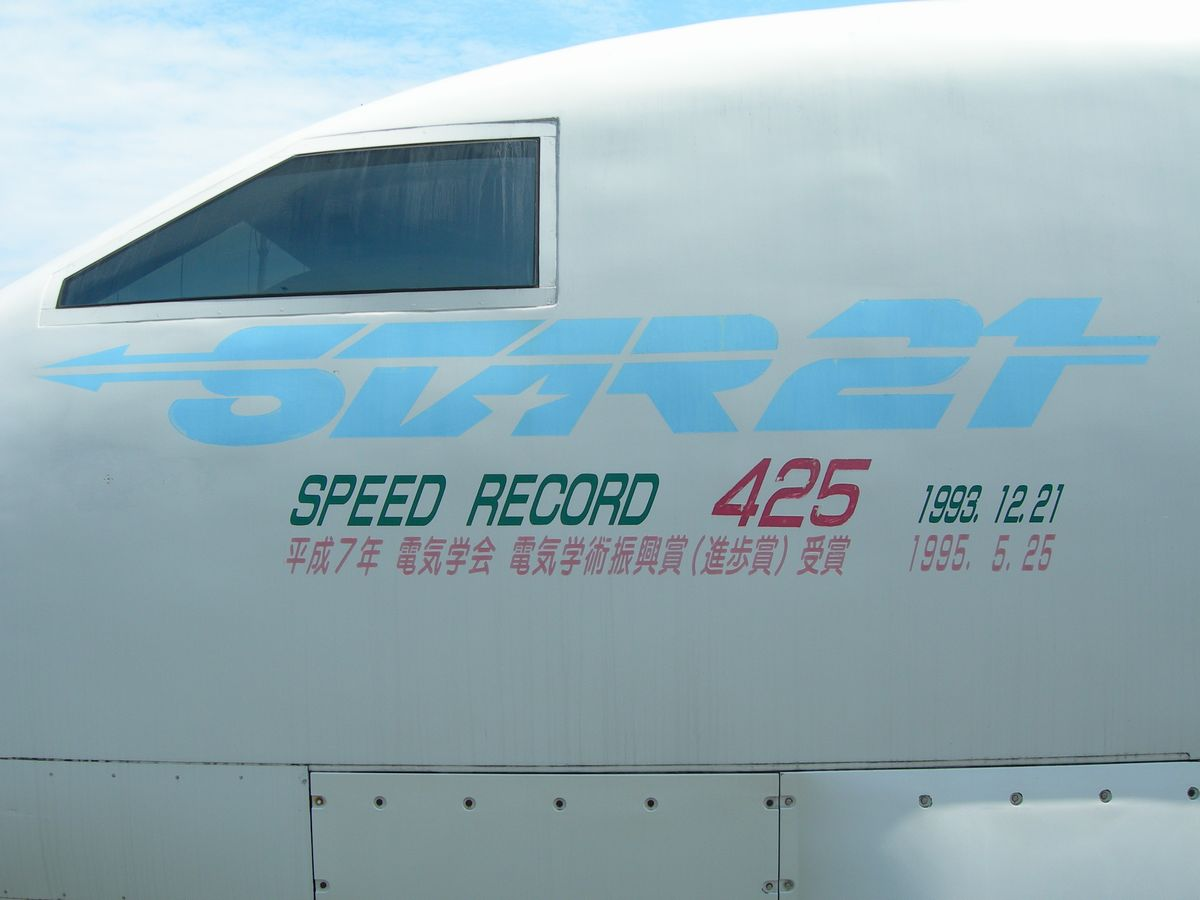
ロゴマークと、最高速度425km/h達成を記念したステッカー

952形/953形は、1992年に登場したJR東日本（東日本旅客鉄道）の高速試験用新幹線電車である。通常構造の952形4両・連接構造の953形5両で1編成を構成していた。
愛称は「STAR21（スター21）」で、「Superior Train for Advanced Railway toward the 21st century（日本語訳：｢21世紀の進んだ鉄道の素晴らしい列車｣、JR東日本公式）」の頭文字をとって名付けられた。

## 車体構造
車両のトータルコンセプトは「アドバンス&エキサイティング」として、エクステリア（外観）は永（なが）い冬から目覚めて、東北の春を颯爽（さっそう）と走行するスピード感あふれる「フューチャーリスティック&クリスピー」から、インテリア（内装）は東北の豊かな秋をイメージしてシャープで透明感あふれる「クール&ソフト」とした。車体塗装は952形がライトグリーン、953形がスノーグレーまたはベージュを基調として、窓周りをライトブルーと純白とした。
次世代車両製造時のデータ収集のため、車体には3種類の車体構造を試作しており、952形がアルミニウム合金のダブルスキン構造または ろう付けハニカムパネル構造（952-4のみ）、953形が ろう付けハニカムパネル構造（953-1のみ）またはジュラルミンのリベット構造（航空機の機体で使用されているセミモノコック構造）を採用している。先頭車形状もクレイモデルと風洞実験から導き出された2パターンが952形側・953形側でテストされた。
車体側面は窓ガラス・客用扉とも騒音低減のため平滑化されており、客用扉は952-1から952-3の3両が内プラグドア、952-4から953-5の6両が外プラグドアを使用し、953-5は乗務員室側開戸も外プラグドアとした。客用扉は952形が盛岡・新潟寄りに1か所、953形が東京寄りに1か所を基本としているが、952-2のみ2か所を備える。客用扉幅は各構体構造によって異なり、952-1から952-3は830 mm幅を基本としながら952-2の東京寄りのみ車椅子に対応した950 mm幅、952-4と953-1は700 mm幅、953-2から953-5は900 mm幅となっている。
車体がアルミハニカムパネル構造の952-4と953-1の側窓はポリカーボネート製とした。そのほかの側窓はヨーロッパの車両で実績のあるSPS製を、側引戸にはドイツ鉄道ICE 1と同じBodo社製の海外製品を使用している。川崎重工業製953形の構体組み立て方法は、六面体結合工法ではなくセクション結合工法を採用し、異なる車種においても合理的な構造とした。

### 主要機器
主変換装置はJR東日本の新幹線電車としては初のVVVFインバータ制御を採用しており、装置で使用される半導体素子にはゲートターンオフサイリスタ (GTO) が使用された。製造当初は4M4T相当の編成形態であったが、当初制御車の952-1と付随車の952-4は電動車化を考慮して床下に主変圧器と主変換装置が搭載できるよう準備されていた。
また、953形のAU901形年間全自動方式空調装置や列車無線設備にも三菱電機の機器が採用されている。
空調装置は重心低減に有利な床下設置式とされ、952形は集中形1基で、能力は冷房時39.53 kW（34,000 kcal/h）・暖房時34 kW、953形は前述した三菱電機製の準集中形2基で、能力は冷房時16.28 kW（14,000 kcal/h）×2・暖房時14.5 kW×2である。
車両情報制御装置として日立製作所製のATIシステム（JR東日本での名称は「MON6型モニタ装置」）を採用した。伝送回路は光ファイバーケーブルを使用した自律分散ループ伝送方式（ADL・Autonomous Decentralized Loop）とし、伝送回路は二重系としている。新幹線車両では初めて力行・ブレーキ等の制御指令をモニタ装置による伝送機能を搭載した。

#### 日立製作所製
日立製作所製は952形に納入され、TM928形主変圧器（2,918 kVA）、CI900形主変換装置（コンバータ2台 + インバータ1台）、MT923形主電動機（315 kW）から構成される。主変換装置には4,500V - 3,000AのGTOサイリスタを使用している。主変圧器2次巻線は2,568 kVAで、出力電圧は交流1,200V,50Hz×4、3次巻線は350 kVAで、出力電圧は交流400V,50Hz。

#### 東芝製
東芝製は953形に納入され、TM929形主変圧器（3,200 kVA）、CI901形主変換装置、MT924形主電動機（345 kW）から構成される主変換装置のコンバータには4,500V - 4,000AのGTOサイリスタを、VVVFインバータは個別制御方式で4,500V - 1,000AのGTOサイリスタを使用している。

#### 三菱電機製
三菱電機は主変圧器、主変換装置、主電動機などを納入しており、主変換装置には4,500V - 4,000AのGTOサイリスタを使用している。主電動機（330 kW）は1993年に納入予定とされている。

### 列車無線
列車無線には車両間の伝送ケーブルに伝送速度1.5 Mbpsの光ファイバーを使用した光伝送通信方式（三菱電機製）を採用した。車両の軽量化と通話時の雑音低減に有効な方法とした。

### 台車
新製時の台車は、952形（非連接）の動力台車が軸梁式のDT9035A形または支持板式のDT9035B形、付随台車が軸梁式のTR9003A形または支持板式のTR9003B形（いずれも軸距は2,250 mm）である。953形の動力台車（連接）がウイングばね式のDT9036A形（車体支持構造は緩衝ゴム形心皿方式）または支持板式のDT9036B形（車体支持構造は吊りリンク式。リンク・緩衝装置付連結方式）、付随台車（非連接）がウイングばね式のTR9004A形または支持板式のTR9004B形（いずれも軸距は2,500 mm）である。このうち953形のDT9036A形とDT9036B形では空気ばね支持点の高さを変えて、乗り心地にどの様な影響が出るか試験を行った。

### 集電装置
STAR21では下枠交差型パンタグラフですり板が小さく分割した多分割すり体の装備したPS9030、舟体に炭素繊維強化プラスチック（CFRP）を用いたPS9031を1(高速化改造後)・3号車・7号車に搭載した。
パンタカバーに付いては3号車・7号車・8号車に専用のパンタカバーを搭載し、1号車となる952-1には落成当初から集電設備が搭載可能な準備工事が施され、1993年（平成5年）に行った高速化改造時に実際にパンタ設備を3号車から移設する形で搭載された。
この他、試験では前述のパンタグラフの他にPS206の基礎となる試作シングルアームパンタグラフや海外社製シングルアーム式パンタグラフ（TGVやICEで実績のあるZ形シングルアーム式）の試験を行い、パンタカバーも遮音板に似た形状なパンタカバーや後にE2系量産車で採用された新形状のパンタカバー等が搭載されて試験を行った。

### 車内設備
車内は952-4がグリーン車（横1 + 2人配列の座席）を、それ以外の8両が普通車（横2 + 2人配列の座席）を想定したものとしている。また952形では車内を中央で区切って上部に車内案内機を設置した(扉は未搭載)。試験車のため、座席は最小限の配置として952-1が2 + 2人配列を6列（シートピッチ 1,040 mm）、952-4が1 + 2人配列を5列（シートピッチ 1,160 mm）、953-5が2 + 2人配列を5列（シートピッチ 1,000 mm）配置とした。座席は大幅な軽量化を図ったもので、5種類を試行した。
この他、休憩用座席を952-2・3に、集電装置観測用の座席を953-1に数席設置された
川崎重工業製の953形では、FRP成形品を使用した内装組み立て工法やトイレ・乗務員室（車掌室等）においてもFRPユニット工法を採用して合理化を図っている。

## 形式

### 952形
- 952-1：1号車。東京方の制御車（新製時）で、車体は大型押出形材を使用したアルミダブルスキン構造を採用。運転室があり、客室は横2 + 2配列の座席に対応（準備工事。一部は設置済）している[11]。
- 952-2：2号車（改造後は3号車）。車体は大型押出形材を使用したアルミダブルスキン構造を採用、中間電動車。客室は横2 + 2配列の座席配置に対応（準備工事。一部は設置[27]）するほか、東京寄りに化粧室スペース（準備工事）、車椅子対応の多目的室、小便所、車椅子に対応した洋式トイレ（噴射式）と化粧室（1室）を有する[23][7][28]。客室には車椅子対応座席を1人分確保している（準備工事）[28]。
- 952-3：3号車（改造後は4号車）。車体は大型押出形材を使用したアルミダブルスキン構造を採用、中間電動車。客室は横2 + 2配列の座席に対応（準備工事。一部は設置[27]）するほか、東京寄りに自動販売機スペースと電話コーナー、乗務員室（車掌室）を持つ[23][28]。
- 952-4：4号車（改造後は2号車）。車体はろう付けアルミハニカムパネルを使用したハニカムパネル構造を採用、付随車（新製時）。編成中唯一のグリーン車仕様で、客室は横1 + 2配列の座席に対応（準備工事。一部は設置済）するほか、東京寄りに機器室、洗面台付洋式トイレ、小便所、洗面所と電話の各スペースを、盛岡・新潟寄りに電話、個室、車内販売準備室の各スペースを有する（スペース ≒ 準備工事のみ）[11]。

### 953形
- 953-1：5号車。車体はろう付けアルミハニカムパネルを使用したハニカムパネル構造を採用した。中間付随車で車内には横2+2配列の座席（準備工事）に対応するほか、個室に対応したスペースを持つ。953-2側の台車は連接構造だが、952-4との連結側の台車は通常のボギー台車。
- 953-2：6号車。車体はセミモノコック構造を採用し、中間電動車。客室は横2 + 2配列の座席（準備工事）に対応する。連接車。
- 953-3：7号車。車体はセミモノコック構造を採用し、中間電動車。客室は横2 + 2配列の座席（準備工事）に対応するほか、乗務員室を持つ。パンタグラフを搭載。連接車。
- 953-4：8号車。車体はセミモノコック構造を採用し、中間電動車。客室は横2 + 2配列の座席（準備工事）に対応するほか、車椅子対応洋式トイレ（真空式）や洗面所を持つ。連接車。
- 953-5：9号車。盛岡方の制御電動車で車体はセミモノコック構造を採用。運転室があり、客室は横2 + 2配列の座席に対応（準備工事。一部は設置済）している[11]。客室の東京寄りに車椅子対応の多目的室と車椅子対応座席を2人分確保している（座席は準備工事）[11]。連接車。

### 編成表
|                 | ← 東京盛岡・新潟 →                  |                                     |                                     |                                     |                                     |                               |                               |                               |                               |
| 形式            | 952形                               | 952形                               | 952形                               | 952形                               | 953形                               | 953形                         | 953形                         | 953形                         | 953形                         |
| 号車            | 1                                   | 2                                   | 3                                   | 4                                   | 5                                   | 6                             | 7                             | 8                             | 9                             |
| 車両番号        | 952-1                               | 952-2                               | 952-3                               | 952-4                               | 953-1                               | 953-2                         | 953-3                         | 953-4                         | 953-5                         |
| 車種            | 制御車 (Tc)                         | 電動車 (M)                          | 電動車 (M')                         | 付随車 (Ts)                         | 付随車 (T)                          | 電動車 (M)                    | 電動車 (M')                   | 電動車 (M)                    | 制御電動車 (M'c)              |
| 動軸            | ○○ ○○                               | ●● ●●                               | ●● ●●                               | ○○ ○○                               | ○○ ●                                | ● ●                           | ● ●                           | ● ●                           | ● ○○                          |
| 台車            | TR9003A                             | DT9035A                             | DT9035B                             | TR9003B                             | TR9004A                             | DT9036A （5 - 6号車間）       | DT9036A （6 - 7号車間）       | DT9036B （7 - 8号車間）       | DT9036B（8- 9号車間） TR9004B |
| 搭載機器        | CP                                  | CI                                  | MTr,CI                              | APU                                 | APU                                 | CI                            | MTr                           | CI                            | CP                            |
| 空車重量        | 30.0t                               | 29.9t                               | 33.2t                               | 25.5t                               | 19.4t                               | 20.7t                         | 21.4t                         | 20.4t                         | 27.0t                         |
| 定員            | 56人                                | 63人                                | 72人                                | 34人                                | 56人                                | 48人                          | 48人                          | 48人                          | 46人                          |
| 車体構造 製造所 | アルミダブルスキン構造 日本車輌製造 | アルミダブルスキン構造 日本車輌製造 | アルミダブルスキン構造 日本車輌製造 | アルミハニカムパネル構造 日立製作所 | アルミハニカムパネル構造 日立製作所 | セミモノコック構造 川崎重工業 | セミモノコック構造 川崎重工業 | セミモノコック構造 川崎重工業 | セミモノコック構造 川崎重工業 |

凡例
- MTr：主変圧器、CI：主変換装置、APU：補助電源装置、CP：空気圧縮機
- 上記は落成時点[18]

## 改造工事
1992年（平成4年）12月から1993年（平成5年）2月上旬にかけて、952-1にはドイツ・MAN製カップリングフレーム付台車を、952-4には2台車式軌道検測装置付台車、953-3 - 953-4、953-4 - 953-5には4点支持型連接台車(DT9036C)を搭載しての高速走行試験を行った。
2台車式軌道検測台車については高速化改造後の1995年4月- 5月及び平成8年2月にも改めて搭載されて走行試験を行った。

### 高速化改造
952-1は1993年（平成5年）の高速化改造時に電動車に改造され、パンタグラフやパンタカバーが952-3から移設された。
952-3は新製時はパンタグラフを搭載していたが、1993年（平成5年）の高速化改造の際に撤去した。952-4は新製時は付随車だったが、1993年（平成5年）の高速化改造時に電動車に改造され、後の改良にてパンタグラフカバー末端部を一時設置した。

### その他改造
編成の前後下部に搭載されたスノープラウの内、1993年10月頃に953形側のスノープロウ形状が楔型から船底上に変化した。また時期は不明だが、952形の連結器カバー部分に補助灯（HIDライト）が追加され、953-5には2カ所あるプラグドアの内、運転室側を通常の開き戸スタイルに改修された。

## 運用実績
当初計画では2年間の走行試験が計画されていた。
1992年（平成4年）3月27日から7月中旬にかけて、東北新幹線仙台 - 北上間（下り線）で深夜終電後に走行試験を開始し、315 km/h帯における地上設備の性能確認と環境関係の試験が実施された。10月末から12月上旬にかけては、営業時間帯に上越新幹線高崎 - 新潟間で315 km/h帯の地上設備の性能確認と環境確認、9月末から12月中旬にかけては上越新幹線浦佐 - 新潟間（下り線）で350 km/hの耐久試験が実施され、1992年（平成4年）11月1日は358 km/hを記録した。
1993年（平成5年）2月には前述した台車の交換を行い、2月中旬から2月末まで東北新幹線郡山 - 仙台間、3月上旬から中旬にかけては上越新幹線浦佐 - 新潟間で351 km/hまでの走行確認を実施した。
1993年（平成5年）12月21日、上越新幹線越後湯沢 - 新潟間で試験中に燕三条駅付近で最高速度425km/hを達成している。試験終了に伴い、1998年（平成10年）2月17日付で廃車となった。

## 保存状況

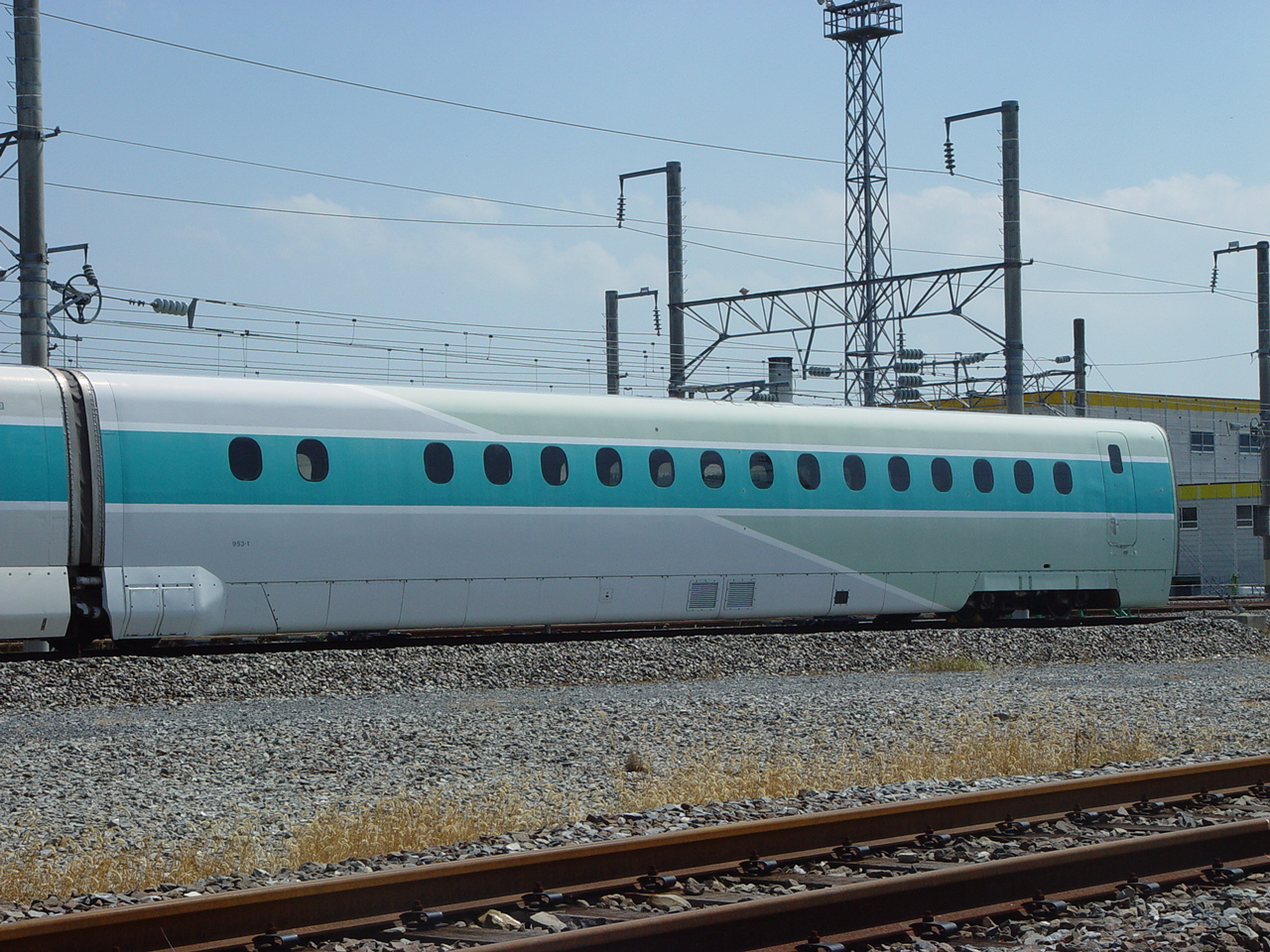
保存されている953-1号車。写真左側の台車は連接構造になっている

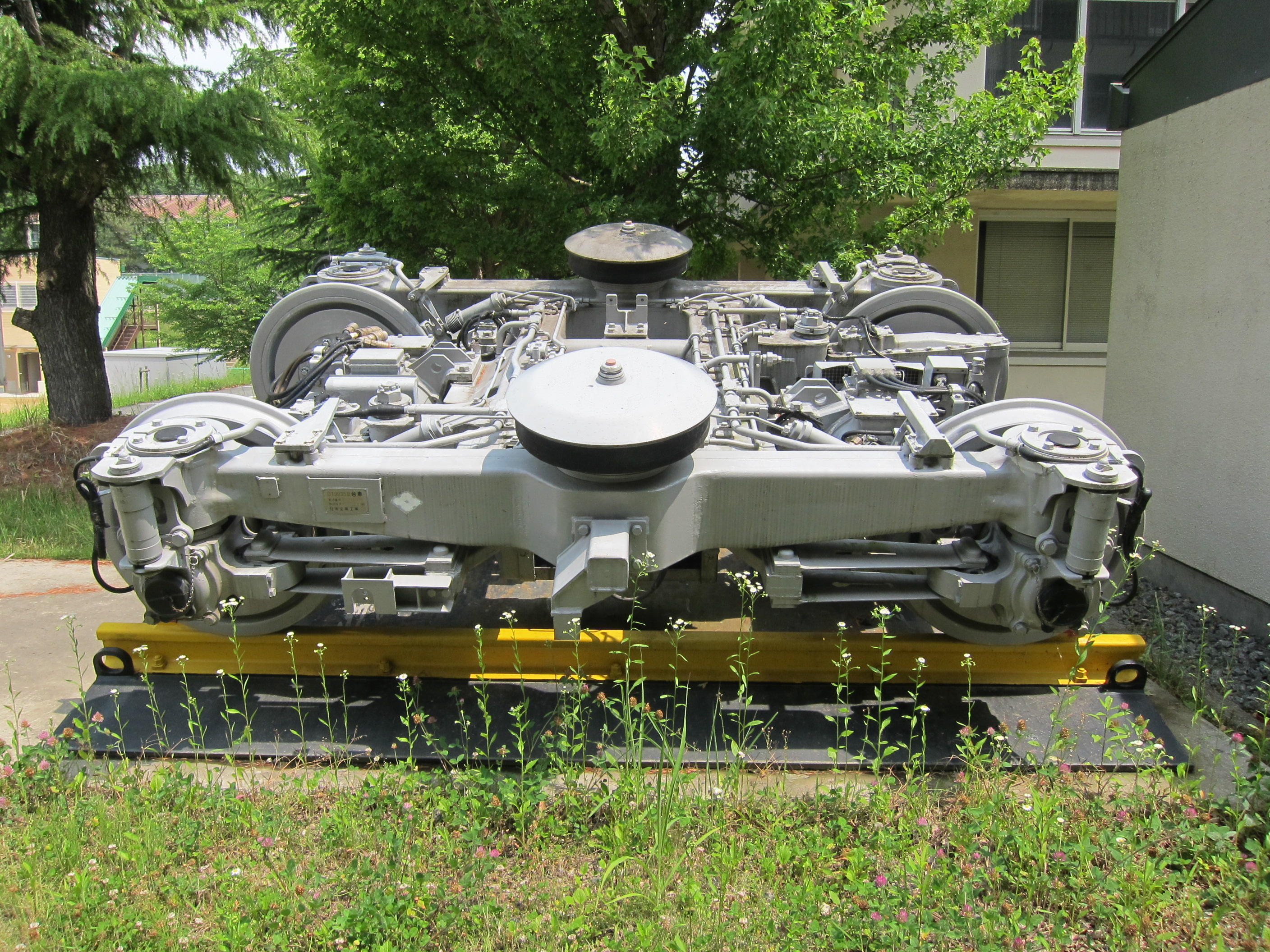
奈良工業高等専門学校に保存されている台車

先頭車2両のうち952-1がパンタグラフ・カバーを撤去した上で財団法人鉄道総合技術研究所風洞技術センター（滋賀県米原市）に、953-5が中間車953-1を連結された状態でJR東日本新幹線総合車両センター（宮城県宮城郡利府町・仙台市宮城野区・多賀城市）に静態保存されている。また、奈良工業高等専門学校の敷地内にDT9035B台車が保存されている。